# Brzeziniec (Wzgórza Lewińskie)
Brzeziniec (niem. Birken Busch, 540 m n.p.m.) – wzniesienie  w południowo-zachodniej Polsce, w Sudetach Środkowych, w paśmie Wzgórz Lewińskich, na północ od wsi Lewin Kłodzki.
Wokół wzniesienia jest pętla linii kolejowej nr 309 Kłodzko – Kudowa-Zdrój.